# Aschenplatz

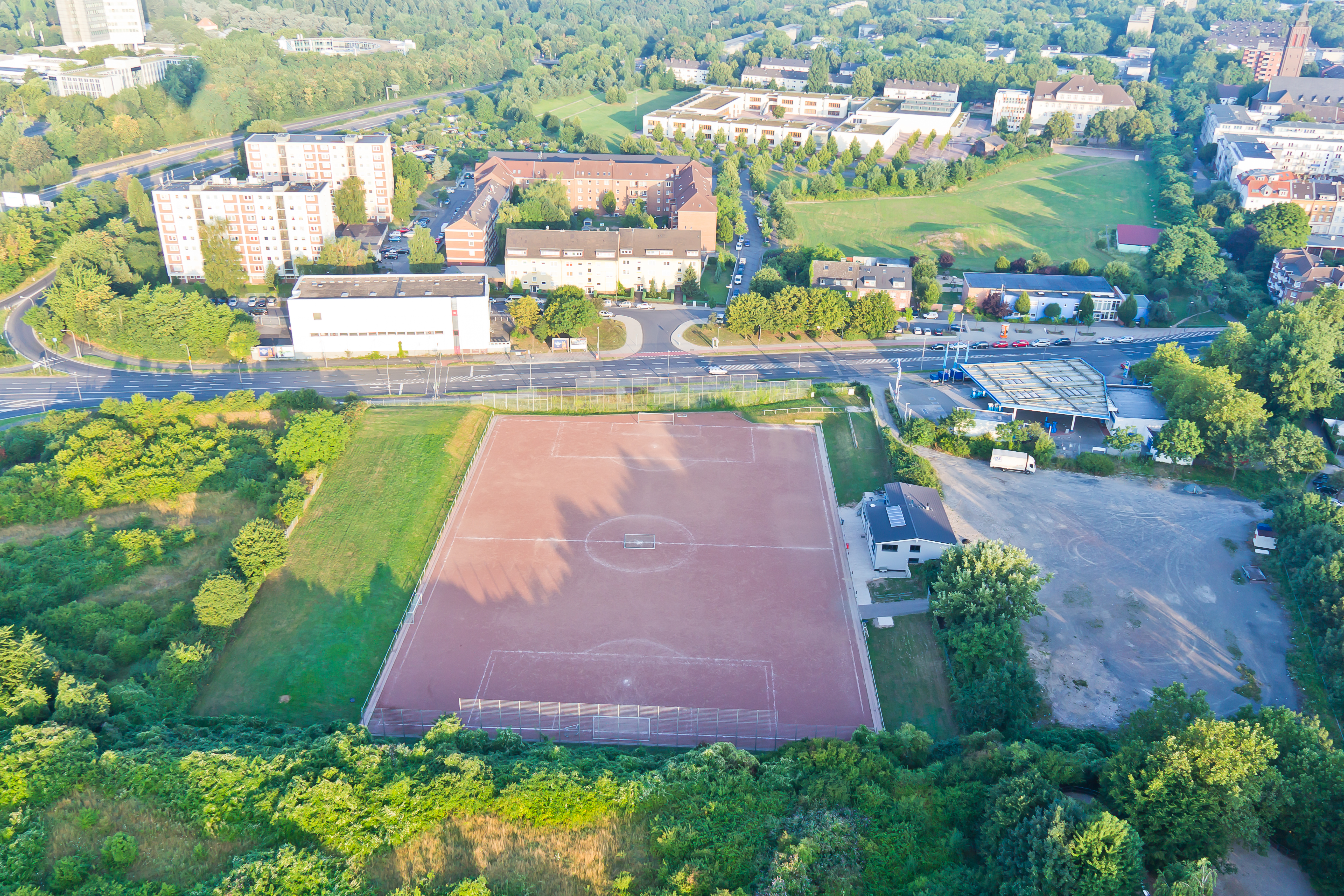
Aschenplatz an der Rolshover Straße, Köln-Gremberg

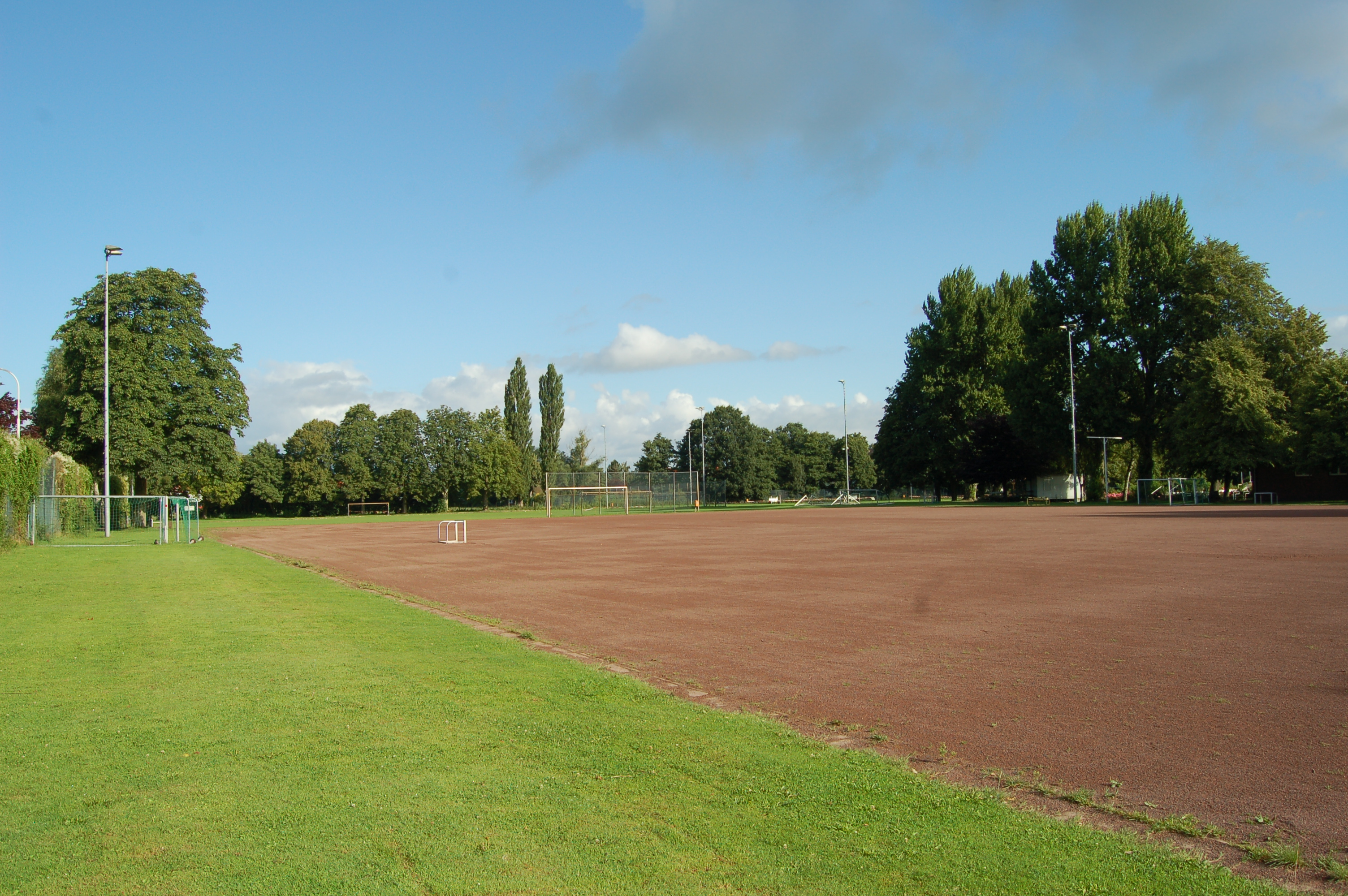
Hartplatz in Uetersen

Asche(n)platz, auch Schlackeplatz, Tennenplatz, Grandplatz, Braschenplatz, manchmal auch Hartplatz (nicht zu verwechseln mit Hartplatz oder Hardcourt im Tennis; hier bezeichnet dies einen Platz mit Kunststoffbelag), ist ein Sammelbegriff für Sportplätze mit einer steinigen granularen Oberfläche (ähnlich dem Sandplatz im Tennissport), die vor allem früher meist aus vulkanischer Asche oder Schlacke bestanden. Demgegenüber stehen Platzbeläge aus Naturrasen oder Kunststoff, insbesondere vermehrt auch Kunstrasen.
Begriffserklärungen, Technische Anforderungen und Pflegehinweise enthält unter anderem die DIN 18035-5 (Sportplätze, Tennenflächen).

## Vorteile
Die Vorteile gegenüber dem Naturrasen sind ein geringerer Anschaffungspreis, ein geringerer Pflegebedarf (und damit geringere Unterhaltungskosten), die höhere Belastbarkeit und die Bespielbarkeit auch bei schlechter Witterung. Probleme mit Maulwurfshügeln treten so gut wie nie auf.

## Nachteile
Das Ballsprung- und -rollverhalten ist wegen der härteren Oberfläche weit von dem eines Naturrasens entfernt. Zudem kommt es durch den kleinkörnigen Belag oft zu Problemen mit dem Drainagesystem, das oft zur Verstopfung neigt. Bei trockener Witterung kann der Belag stark stauben.
Oft werden Hartplätze wegen der erhöhten Verletzungsgefahr (Schürfwunden, Prellungen) kritisiert. Schürfwunden sind meist schwer zu reinigen, da sich die feinen Bestandteile des Belags in der Wunde festsetzen; in der Wunde verbleibender Schmutz erhöht die Infektionsgefahr und verursacht Narben („Schmutztätowierung“).
In der Vergangenheit musste der Belag von Aschenplätzen und Aschenbahnen vielfach wegen der nachgewiesenen Schadstoffbelastung ausgetauscht werden, unter anderem wegen der Verwendung von dioxinhaltigem Kieselrot.